# Hóa Châu, Vị Nam
Hoá Châu (tiếng Trung: 华州区 (chữ Hán giản thể) ／ 華州區 (phồn thể); phanh âm: Huàzhōu Qū; âm Hán Việt: Hoá Châu khu) là một khu thuộc địa cấp thị Vị Nam, tỉnh Thiểm Tây, Trung Quốc. Khu có diện tích 1.139,5 ki-lô-mét vuông. Về mặt hành chính, khu được chia thành 9 trấn, 1 nhai đạo biện sự xứ.